# Robert Nordström (fotbollstränare)
Robert Nordström, född 13 augusti 1963, är en svensk före detta fotbollsspelare och numera ungdomstränare i Halmstads BK.
Nordström inledde sin aktiva karriär i Ränneslövs GIF och gick till Halmstads BK inför säsongen 1982. Han debuterade i Allsvenskan 1984 och gjorde totalt 4 allsvenska matcher och 1 mål innan han 1987 lämnade HBK, först för Varbergs BoIS för att senare återvända till Ränneslövs GIF.
Robert Nordström återvände till HBK som Tipselittränare 1993. 2011 blev han ansvarig för hela klubbens ungdomsverksamhet.